# Marocco ai Giochi della XX Olimpiade
Il Marocco partecipò ai Giochi della XX Olimpiade che si sono svolti a Monaco di Baviera dal 26 agosto all'11 settembre 1972, con una delegazione di 35 atleti impegnati in 5 discipline, per un totale di 19 competizioni.
Fu la quarta partecipazione di questo paese ai Giochi. Non fu conquistata nessuna medaglia.